# Белзькі воєводи
Белзький воєвода (лат. Palatinus Belzensis; пол. Wojewoda Bełski) — уряд (посада) керівника Белзького воєводства в Королівстві Польському та Речі Посполитій (Республіці Обох Націй). Існувала протягом 1434–1793 року. Резиденцією воєводи був Белз — адміністративний центр воєводства.

## Список
- Павел з Тарношина[1] (Радзанова) гербу Правдич, (1434—1449)
- Ян Кмачола з Нєборова гербу Правдич,0[1]/ (1450—1464)
- Зиґмунт з Радзанова, Угнева (1465—1470)
- Ян Малджик (1470—1472)
- Спитек III Ярославський (1472—1474)
- Станіслав Вонтробка Стшелецький гербу Окша, (1474—1478)
- Добеслав де Бишів, (1478—1489)[2]
- Миколай Стадніцький (1489—1490)
- Вацлав Неборовський (1490−1494)
- Миколай Тенчинський (1494—1496)
- Пйотр Мишковський (1497—1501)
- Станіслав Кміта (1501—1507)
- Ян Одровонж (1507—1511)
- Миколай Пілецький гербу Леліва, (1511—1527)
- Ян Тенчиньський (1528—1533)
- Єжи Крупський (1533—1535)
- Станіслав Одровонж (1535-1537)
- Станіслав Кміта (1537—1538)
- Миколай Ніщицький (1538—1542)
- Миколай Сенявський (1542—1554)
- Войцех (Альберт) Стажеховський гербу Нечуя, (1554—1556)[3][4]
- Ян Фірлей (1556—1561)
- Ян Баптист Тенчинський (1562—1563)
- Анджей Дембовський (1563—1571)
- Анджей Тенчинський (1574—1581)
- Станіслав Влодек (1581—1588)
- Павел Уханський гербу Радван (1588—1590)
- Войцех Гіжицький (1591—1612)
- Кшиштоф Ніщицький (1613—1615)
- Адам Александер Стадніцький (1615—1619)
- Адам Прусиновський (1619)
- Рафал Лещинський (1619—1636)
- Костянтин Вишневецький (1636—1638)
- Якуб Собеський (1538—1641)
- Кшиштоф Конецпольський (1641—1660)
- Дмитро Юрій Вишневецький (1660—1678)
- Костянтин Криштоф Вишневецький (1678—1686)
- Марек Матчинський (1686-1689)
- Ян Казімєж Замойський (1689—1692)
- Адам Миколай Сенявський (1692—1710)
- Александер Міхал Лащ (1710—1720)

| 1720—1726                      | Стефан Александр Потоцький    |
| з роду Потоцьких гербу Пилява. |                               |
|                                |                               |
| 1726—1728                      | Станіслав Матеуш Жевуський    |
| з роду Жевуських гербу Кривда. |                               |
|                                |                               |
| 1729—1732                      | Станіслав Владислав Потоцький |
| з роду Потоцьких гербу Пилява. |                               |
|                                |                               |
| 1732—1763                      | Антоній Міхал Потоцький       |
| з роду Потоцьких гербу Пилява. |                               |

| 1763—1787                                              | Ігнатій Цетнер              |
| з сілезького німецького роду Цетнерів гербу Пшерова.   |                             |
|                                                        |                             |
| 1787—1791                                              | Міхаель-Йоганн фон дер Борх |
| з балтійського німецького роду Борхів гербу Три галки. |                             |
|                                                        |                             |
| 1791—1795                                              | Теодор Потоцький            |
| з роду Потоцьких гербу Пилява.                         |                             |